# Der Club der hässlichen Kinder
Der Club der hässlichen Kinder ist ein niederländischer Film aus dem Jahr 2019, der von Umami Media produziert wurde. Der Film basiert auf dem gleichnamigen Buch von Koos Meinderts.

## Handlung
Als Hauptfigur Paul auf einen Schulausflug geht, stellt er fest, dass es überhaupt kein Schulausflug ist: Er wird zusammen mit Hunderten anderer Kinder eingesperrt, weil sie alle hässlich sind. Präsident Isimo will in seinem Land keine hässlichen Menschen mehr sehen. Paul entkommt und gründet zusammen mit dem hübschesten Mädchen seiner Klasse, Sara, den „Club der hässlichen Kinder“. Sie kämpfen gegen den Präsidenten und versuchen, die anderen Kinder zu befreien.

## Veröffentlichung
Der Film wurde am 9. Oktober 2019 in den Niederlanden veröffentlicht. Ende 2020 wurde der Film auf dem Internationalen Filmfestival Schlingel in Chemnitz gezeigt. Die Erstausstrahlung im deutschen Fernsehen fand am 23. April 2021 auf KiKA statt.

## Kritik
Das Lexikon des internationalen Films vergibt drei von fünf Sternen und resümiert: „Mit den Mitteln des Science-Fiction-Films und auf den Spuren großer Vorbilder erzählt die Literaturverfilmung für ein junges Publikum über Diskriminierung, macht Strategien der Ausgrenzung sichtbar und fordert eine moralische Haltung ein. Allerdings kann sich das Plädoyer für Akzeptanz letztlich selbst nicht völlig von dominanten Schönheitsidealen lösen.“

## Fernsehserie
Im Jahr 2019 wurde auch die Fernsehserie The Face – Der Club der hässlichen Kinder veröffentlicht, die ebenfalls auf dem Buch von Koos Meinderts basiert.